# Parlamentswahl in Åland 2003
- SOC: 6
- C: 7
- LIB: 7
- FS: 4
- ÅFG: 1
- ObS: 3
- ÅF: 2

Die Parlamentswahl in Åland 2003 fand am 19. Oktober 2003 statt.
Nach den Wahlen wurde die frühere Regierung, die von Åländisches Zentrum und Liberale auf Åland gebildet wurde, durch eine Regierung ersetzt, die Åländisches Zentrum, Liberale auf Åland, Ålands Sozialdemokraten und Freisinnige Zusammenarbeit umfasste.

## Wahlsystem
Die Wahl der 30 Mitglieder des Lagting erfolgte durch Verhältniswahlrecht, wobei die Sitze nach den D’Hondt-Verfahren ermittelt wurden.

## Parteien
Folgende fünf Parteien traten zur Wahl an:
| Partei | Partei                                                | Ausrichtung           |
| ------ | ----------------------------------------------------- | --------------------- |
|        | Åländisches Zentrum Åländsk Center (C)                | sozialliberal         |
|        | Liberale auf Åland Liberalerna på Åland (LIB)         | liberal               |
|        | Freisinnige Zusammenarbeit Frisinnad Samverkan (FS)   | liberal, konservativ  |
|        | Ålands Sozialdemokraten Ålands Socialdemokrater (SOC) | sozialdemokratisch    |
|        | Ungebundene Sammlung Obunden Samling (ObS)            | konservativ, souverän |
|        | Ålands Zukunft Ålands Framtid (ÅF)                    | sezessionistisch      |
|        | Ålands Fortschrittsgruppe Ålands Framstegsgrupp (ÅFG) |                       |

## Wahlergebnis
| Partei          | Partei                          | Stimmen | Stimmen | Stimmen | Sitze  | Sitze |
| Partei          | Partei                          | Anzahl  | %       | +/−     | Anzahl | +/−   |
| --------------- | ------------------------------- | ------- | ------- | ------- | ------ | ----- |
|                 | Åländisches Zentrum (C)         | 2.980   | 24,1    | ▼3,2    | 07     | ▼2    |
|                 | Liberale auf Åland (LIB)        | 2.970   | 24,1    | ▼4,7    | 07     | ▼2    |
|                 | Ålands Sozialdemokraten (SOC)   | 2.340   | 19,0    | ▲7,1    | 06     | ▲3    |
|                 | Freisinnige Zusammenarbeit (FS) | 1.677   | 13,6    | ▼0,9    | 04     | ▬     |
|                 | Ungebundene Sammlung (ObS)      | 1.163   | 09,4    | ▼3,3    | 03     | ▼1    |
|                 | Ålands Zukunft (ÅF)             | 0.800   | 06,5    | Neu     | 02     | Neu   |
|                 | Ålands Fortschrittsgruppe       | 0.416   | 03,4    | ▼1,4    | 01     | ▬     |
| Gesamt          | Gesamt                          | 12.346  | 100,0   |         | 30     | ▬     |
| Wahlbeteiligung | Wahlbeteiligung                 | 67,6 %  |         |         |        |       |